# Nunciatura Apostòlica a Tonga
La Nunciatura Apostòlica a Tonga és la missió diplomàtica de la Santa Seu a Tonga. L'actual nunci apostòlic és l'arquebisbe Novatus Rugambwa, que va ser nomenat al càrrec pel papa Francesc el 30 de novembre de 2019.
La Nunciatura Apostòlica al Regne de Tonga és una oficina eclesiàstica de l'Església Catòlica a Tonga, amb rang d'ambaixada. El nunci serveix tant com ambaixador de la Santa Seu davant del rei de Tongai com a delegat i punt de contacte entre la jerarquia catòlica de Tonga i el Papa.

## Llista de representants papals a Tonga
- Patrick Coveney (27 d'abril de 1996[2] - 25 de gener de 2005)[3]
- Charles Daniel Balvo (1 d'abril de 2005[4] - 17 de gener de 2013)[5]
- Martin Krebs (18 de gener de 2014[6] - 16 de juny de 2018)[7]
- Novatus Rugambwa (30 de novembre de 2019[1] - present)